# Волосово (Собинский район)
Волосово — село в Собинском районе Владимирской области России, входит в состав Толпуховского сельского поселения.

## География
Село расположено на берегу речки Колочка (бассейн Клязьмы) в 8 км на восток от центра поселения деревни Толпухово и в 28 км на северо-восток от райцентра города Собинка.

## История
Образование села связано с возникновением Николо-Волосова монастыря. Сведения о Волосовской обители находятся ещё в XV столетии. В первой половине XVIII столетия обитель была упразднена, но в 1775 году снова возникла. В 1877 году обитель приписана к Боголюбовскому монастырю, все имущество обители было переведено в Боголюбовский монастырь. В 1909 монастырь обращён в женский. При обители существовала водяная мельница на реке Колочке. 
Монастырь вновь открыт в 1993 году.
В конце XIX — начале XX века село входило в состав Богословской волости Владимирского уезда.
С 1929 года село являлось центром Волосовского сельсовета Ставровского района, с 1932 года — в составе Собинского района, с 1945 года — в составе Ставровского района, с 1965 года — в составе Собинского района, с 1976 года — в составе Толпуховского сельсовета, с 2005 года — Толпуховского сельского поселения.
До 2010 года в селе действовала Волосовская основная общеобразовательная школа.

## Население
| 1859 | 1905 | 1926 | 2002 | 2010 | 2021 |
| ---- | ---- | ---- | ---- | ---- | ---- |
| 295  | ↗323 | ↘318 | ↘258 | ↘256 | ↘242 |

## Инфраструктура
В селе расположены отделение почтовой связи 601222, сельхозпредприятие СХПК «Волосово».

## Достопримечательности
В селе находится действующий Николо-Волосовский епархиальный женский монастырь.